# باول جي. بايرون
باول جي. بايرون (بالإنجليزية: Paul G. Byron)‏ هو قاضي ومحامي أمريكي، ولد في 1 يوليو 1959 في كوينز في الولايات المتحدة.